# Sialadenite
Sialodenite é a inflamação de uma glândula salivar de origem infecciosa.
1. ↑  López Alvarenga, Rodrigo; Martins, Pollyana da Costa Assunção; Seabra, Rodrigo da Costa; Carneiro, Marcelo Antunes; Souza, Leandro Napier de (2009). «Sialoadenite supurativa aguda em glândula submandibular». Rev. cir. traumatol. buco-maxilo-fac. Consultado em 2 de março de 2025